# Морське чудовисько (Дюрер)
Ця стаття про художній твір. Більше по темі: див. Морське чудовисько.
«Морське чудовисько» (німецька: Das Meerwunder) — мідна гравюра видатного німецького художника Відродження Альбрехта Дюрера. Гравіювання міді було виготовлено близько 1496—1500 рр. в Нюрнберзі і було розміром 248 х 189 міліметрів. Відбитки гравюр, є серед інших, у колекціях музею Boijmans van Beuningen, Королівської колекції Великої Британії та Rijksmuseum в Амстердамі.

## Опис
На картині, розміром 25,2 × 18,7 см, зображено викрадення молодої голої жінки морським чудовиськом. Вона лежить на спині мермана, чоловічої істоти — Морський монстр має верхню частину тіла людини і нижню частину тіла риби. На голові він носить мурашник, а до його руки прикріплюється панцир черепахи. Також його нижня частина тіла вкрита лусочками, як у риб.
Жінку, очевидно, вкрали і затягли з берега до річки. Це сталось настільки раптово, що її супутники показують, як панічно вибираються з води, піднімаючи руки на знак протесту або лежать на землі і плачуть. на березі є чоловік, який бачить викрадення і відчайдушно піднімає руки. Поруч з ним на землю піднімаються кілька жінок, яким щойно вдалося втекти від морського монстра. Їх положення тіла показують, що всі сильно здивовані раптовим викраденням. Наприклад, одна з жінок плаче поруч із чоловіком. 
На викраденій жінці вдягнено екстравагантний міланський головний убір. Вона дивиться назад на своїх друзів, що залишились вдалині і щось їм кричить, можливо, волаючи про допомогу. Незважаючи на погляд жінки в бік і відкритий рот, її поза, як у розслабленої Венера, свідчить, на думку деяких критиків, що вона не надто переймається своїм становищем або змирилася з долею.

## Історія створення
З цієї причини письменник Джонатан Джонс характеризував гравюру як «тривожний, дивовижний образ еротики» тоді як історик Вальтер Л. Стросс зазначає, що її викрадення може бути пристосуванням для легітимізації її наготи. На скелі високо над річкою розташована фортеця. Елементи її архітектури перегукуються з Кайзербургом у Нюрнберзі.

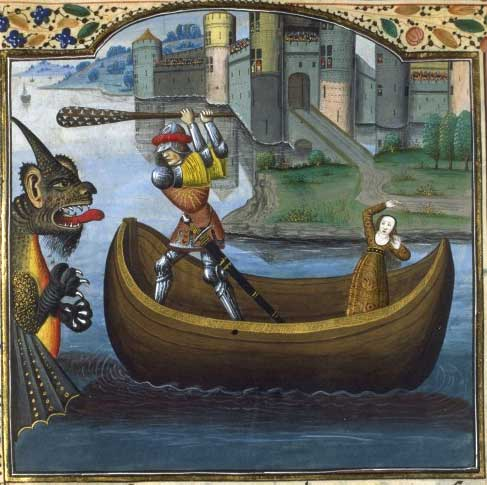
Геракл рятує Гесіону. Середньовічна мініатюра, на якій зображений Геракл, що бореться з морським звіром

Ця гравюра є однією з ранніх спроб Дюрера в анатомії та пропорції, завершеній до того, як він зміг досягти того, що він бачив як канон людської краси у своїй картині Адам та Єви , написаній у 1504 році. Позиція молодої жінки схожа на класичні приклади з Італії, які Дюрер вивчав під час своєї поїздки до Венеції.
Зображення можна приблизно датувати завдяки аналогічному оголеному дослідженню, проведеному в Альбертіні у Відні, яке Дюрер підписав і датував 1501 роком. Добре збережена копія була завершена близько 1550 року в Німеччині. Вона зображає сцену в дзеркальному зображенні. Копія підписана IoHann Von Essen.
Дюрер дав друку назву «Морське чудовисько» у записці до свого щоденника 24 листопада 1520 р., В якій згадував, що продав Антверпені кілька гравюр: дві копії Адама та Єви, по одному примірнику святого Єроніма у своєму дослідженні, один копія лицаря, смерті та диявола та одна копія морського монстра.
Невідомо, яку конкретну класичну чи сучасну казку Дюрер прагнув проілюструвати. Він, як відомо, синтезував різні джерела і об'єднував мотиви в єдине зображення. Викрадення жінки богом води — одна з найдавніших грецьких міфологічних концепцій і тема, яка зачарувала чоловіків до епохи Відродження. Дюрер додає складності сцені тим, що жінка не здається занадто засмученою своєю долею.

## Дослідження картини
Італійський історик мистецтва Вазарі вперше охарактеризував твір, через невиразний опис картини німфи, встановленої в античному світі. Останні інтерпретації згадують про викрадення Скілли біля моря демоном Главком, або викрадення Гесіона монстром. Подальші спекуляції зосереджуються на Анні Перенні, яка рятується від Енея за допомогою рогатого бога води.
Історик мистецтва Джейн Кемпбелл Хатчісон припускає, що міланський головний убір може бути посиланням на королеву Лангобардів Теоделінду, яку також викрало якесь морське чудовисько. Рогата тритонеська постать перегукується з описом, поданим Поджо Браччоліні про морське чудовисько (монстра), яке тероризувало узбережжя Адріатики на початку 15 століття.